# Warnersblokken
De Warnersblokken zijn vier in 1957 gebouwde woonblokken aan de Dirk Schäferstraat in Amsterdam-Zuid. De blokken, vernoemd naar hun architect Allert Warners (1914–1981, zoon van F.A. Warners), maakten deel uit van het uitbreidingsplan Zuider Amstelkanaal I.
Er zijn zoals vermeld vier blokken:
- Johannes Worpstraat 1-27, met achtergevel aan de Dirk Schäferstraat
- Johannes Worpstraat 29-55, met achtergevel aan de Dirk Schäferstraat
- Dirk Schäferstraat 1-27, met achtergevel aan de Fred. Roeskestraat
- Dirk Schäferstraat 29-55, met achtergevel aan de Fred. Roeskestraat.

De kenmerkende gekleurde gevelplaten zijn ontworpen door kunstenaar Joseph Ongenae, geïnspireerd door het werk van Le Corbusier en Rietveld. Bij een renovatie zijn de platen vervangen door folie in dezelfde kleuren, maar met een andere intensiteit en rangschikking.
Nadat de blokken in de top 100 Nederlandse monumenten 1940-1958 waren opgenomen, kregen ze op 31 mei 2010 de status rijksmonument.